# Tanjung Buluh
Tanjung Buluh is een bestuurslaag in het regentschap Serdang Bedagai van de provincie Noord-Sumatra, Indonesië. Tanjung Buluh telt 329 inwoners (volkstelling 2010).